# Crassula muricata
Crassula muricata är en fetbladsväxtart som beskrevs av Carl Peter Thunberg. Crassula muricata ingår i släktet krassulor, och familjen fetbladsväxter. Inga underarter finns listade i Catalogue of Life.